# NGC 4360
NGC 4360 је елиптична галаксија у сазвежђу Девица која се налази на NGC листи објеката дубоког неба.
Деклинација објекта је + 9° 17' 35" а ректасцензија 12h 24m 21,8s. Привидна величина (магнитуда) објекта NGC 4360 износи 12,5 а фотографска магнитуда 13,5. NGC 4360 је још познат и под ознакама NGC 4360A, UGC 7484, MCG 2-32-28, CGCG 70-52, VCC 722, PGC 40363.